# Metro-Goldwyn-Mayer
Metro-Goldwyn-Mayer Inc. (o simplement MGM) és una gran companyia, involucrada principalment en la producció i distribució de pel·lícules de cinema i programes de televisió.
Els seus principals subsidiaris eren MGM Studios Inc., United Artists Corporation i Orion Pictures Corporation (adquirida el 1997). El 2005 va ser adquirida per un grup de companyies encapçalades per Sony Pictures Entertainment, que era anteriorment Columbia Pictures.

## Història

### Naixement de la productora

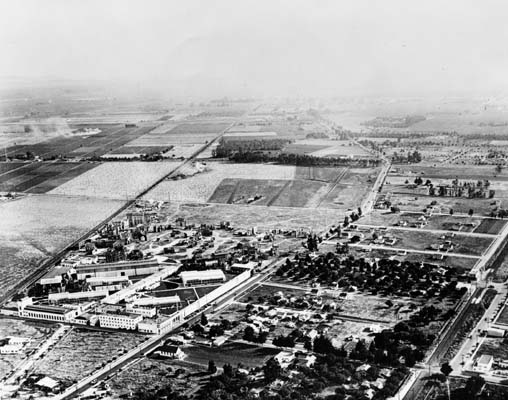
Els estudis de la MGM l'any 1922.

La MGM va ser creada l'any 1924 per la fusió de tres societats: Metro Pictures Corporation (creada l'any 1915), Goldwyn Pictures Corporation (creada l'any 1917) i Louis B. Mayer Pictures (creada l'any 1918). El primer propietari de la MGM va ser Marcus Loew (1870-1927), la un dels principals explotadors de sales de cinema estatunidenques. Va situar Louis B. Mayer a la direcció de la productora i va nomenar Irving Thalberg responsable de la part producció. El productora va prendre per divisa Ars Gratia Artis (L'art per l'art mateix) i per emblema el lleó « Leo » l'any 1928. L'emblema del lleó va ser creat per Howard_Dietz, el director en cap de la publicitat del productora que es va inspirar en la mascota del club omnisports Lions de Columbia de la Universitat de Colúmbia.
Poc després de la fusió, després de la mort de Loew, el seu soci Nicholas Schenck va prendre el control del productora. Schenck va provar llavors en va de revendre la companyia a la 20th Century Fox, cosa que va crear fortes tensions amb Mayer.
Als anys 1930, sempre sota la direcció de Mayer i Thalberg, MGM va esdevenir la més gran societat de producció de Hollywood. Va produir nombrosos clàssics, entre els quals Gran Hotel o la sèrie dels Tarzan i va fer de Greta Garbo i de Joan Crawford unes estrelles. Després de freqüents altercats amb Mayer i Schenck, Thalberg va ser degradat l'any 1932. Mayer contracta llavors productors independents com David O. Selznick per ocupar-se'n de l'aspecte creatiu de la societat.
A la mort de Thalberg el 1936, Mayer es va trobar amb plens poders i va encarregar la producció de nombrosos films comercials. Entre 1936 i el començament de la Segona Guerra Mundial, MGM va produir entre d'altres Allò que el vent s'endugué i El màgic d'Oz. A partir de 1941, MGM va sostenir l'esforç de guerra. Nombroses estrelles de la firma van ajudar a vendre cupons, (James Stewart i Clark Gable).
En aquest període MGM va esdevenir un dels principals productors de dibuixos animats. El servei d'animació va ser creat a final dels anys 1930 per dos veterans de Warner Bros.: Hugh Harman i Rudolph Ising. El 1941, Tex Avery va agafar el productora després d'un altercat amb Leon Schlesinger de la Warner. Avery va realitzar clàssics com Red-Hot Riding Hood, Swing Shift Cinderella o la sèrie dels Droopy, però el més gran èxit de la societat al domini de l'animació va ser la sèrie Tom i Jerry creada per William Hanna i Joseph Barbera.
Després de la guerra, MGM es va especialitzar a la producció de comèdies musicals. La majoria dels grans cantants i ballarins de l'època van entrar a la productora: Fred Astaire, Gene Kelly, Frank Sinatra. Ensorrat per la carrega de treball, Mayer va contractar l'autor i productor Dore Schary per ocupar-se de la producció. Des del començament, les relacions entre els dos van ser molt tenses. Schary desitjava privilegiar els films amb missatge i reprotxava a Mayer de passar més temps a les carreres que al seu despatx. El 1951, Mayer va posar Schenck en la tesitura de triar entre ell i Schary. Schenck va escollir Schary i va despatxar Mayer de la plaça que ocupava des de feia 27 anys. Mayer va morir el 1957.

### Decepcions repetides
MGM no es va escapar de la crisi que va assotar les grans productores als anys 1950 i 1960. El 1957, després del fracàs de l'Arbre de vida, Schary va ser despatxat i, per redreçar els comptes, el departament d'animació va tancar. Hanna i Barbera van crear Hanna-Barbera Produccions i la producció de Tom i Jerry va haver subcontractada en principi a una societat amb base a Europa de l'Est, després a la societat de Chuck Jones Sib Tower 12 Produccions. L'associació amb Chuck Jones va acabar l'any 1967.
El 1959, la productora va ser obligada a vendre la seva xarxa de sales. La firma va arribar a mantenir-se amb èxits com Ben-Hur i va començar a produir programes per la televisió, però els deu anys següents van veure un ball de dirigents al cap de la companyia, cap d'ells va arribar a aconseguir dos anys de beneficis.
MGM va ser comprada l'any 1969 pel milionari Kirk Kerkorian (nascut el 06/06/1917). Va procedir a una autèntica purga de la societat, reduint considerablement els efectius i revenent una part del patrimoni de la firma.
Als anys 1970, el ritme de producció de la MGM va disminuir considerablement. Kerkorian va revendre el departament de distribució i va començar ràpidament a cansar-se de la seva nova joguina. El productora va arribar tanmateix a obtenir alguns èxits (Shaft, La fuga de Logan o Fame) i va comprar United Artists el 1981.
El 1986, Ted Turner (nascut 19/11/1938) va comprar MGM i United Artists. Va ser el propietari durant 74 dies. No podia suportar el deute del conjunt (i, en particular, de la United Artists arran del fiasco de La porta del cel), i en Ted Turner es va veure obligat a vendre la UA a Kerkorian. Turner només va guardar una part del catàleg de la MGM. Els conjunts es van vendre a Lorimar, (comprada per la Warner) i després, el 1990, a Sony.
El 1990, l'estudi va ser comprat per financer italià Giancarlo Parretti a través de la Pathé Communications Corporation amb el suport deCrédit Lyonnais, per 1,3 milions de dòlars. Parretti va gaudir d'un breu estat de gràcia amb hits com Get Shorty i Leaving Las Vegas, però no va escapar a la fallida a 1992. El 1993, el Crèdit lyonnais inverteix 400 milions per intentar, en va, redreçar la productora. El 1995, la xarxa de sales de cinema a Europa, 526 sales, es va vendre al grup Chargeurs (Països Baixos) i a Virgin (Regne Unit).
El 10 d'octubre de 1996, Kerkorian (associat a Seven Network i Frank Mancuso Sr.) va comprar MGM al Credit Lyonnais per 1.3 milions de dòlars. El mateix any, MGM recompra Metromedia Internacional i absorbeix les seves filials (Orion Pictures, Goldwyn Entertainment i Motion pictures Corporation of America), que li va permetre reconstruir un catàleg. Però el 2002 l'empresa és ven, al voltant de 7 milions de dòlars.
El 2005, un consorci liderat per Sony rep la llum verda de la Comissió Europea per comprar MGM per 5 milions de dòlars.
El 2 de setembre de 200, l'estudi es troba a la vora de la fallida: la direcció del grup, va anunciar que l'estudi necessitaria 20 milions.
Al setembre de 2010, l'estudi, amb 4 mil milions de deute, és la que proposa que els seus creditors, a canvi de la cancel·lació de deutes de l'empresa, cedeixin la majoria de les accions. A més a més, els intercanvis d'actius s'ofereixen amb Spyglass Entertainment, a canvi que aquesta prendria possessió d'aproximadament un 5% del capital social de l'empresa.
L'abril de 2017, MGM anuncia l'adquisició de participacions que no té a Epix, o sigui el seu 81%, aproximadament 1000 milions de dòlars.
El 26 de març del 2021, Amazon va anunciar la compra de MGM, assumint-ne també els deutes, a un fons d'inversió per valor de 8.450 milions de dòlars (6.900 milions d'euros) per tal d'enfortir així Amazon Studios.

## Organització de Metro-Goldwyn-Mayer Inc
- Metro-Goldwyn-Mayer Studios Inc.
  - MGM Pictures
  - United Artists
  - MGM Television Entertainment
  - MGM Networks
  - MGM Distribution Co.
  - MGM Worldwide Television Distribution
  - MGM Home Entertainment
  - MGM On Stage
  - MGM Consumer Products
  - MGM Music
  - MGM Interactive
  - MGM Online.

Participació en cadenes de televisió

### Els films premiats

#### Els films «oscaritzats»
La MGM ha vist deu dels seus films assolir l'Oscar a la millor pel·lícula : 
- 1930: The Broadway Melody d'Harry Beaumont
- 1932: Gran Hotel d'Edmund Goulding
- 1936: Rebel·lió a bord (Mutiny on the Bounty) de Frank Lloyd
- 1937: The Great Ziegfeld de Robert Z. Leonard
- 1940: Allò que el vent s'endugué (Gone with the Wind) de Victor Fleming
- 1943: Mrs. Miniver de William Wyler
- 1952: Un Americà a París (An American in París) de Vincente Minnelli
- 1959: Gigí de Vincente Minnelli
- 1960: Ben Hur de William Wyler
- 1977: Rocky de John G. Avildsen

#### Os d'or
El 1956, Invitació a la dansa de Gene Kelly és l'únic film produït per la MGM en assolir l'Os d'or a la millor pel·lícula a la Berlinale.

### Els films seleccionats per preservació
23 produccions de la MGM han estat designades « culturalment significatives » per la Biblioteca del Congrés i seleccionades per preservació al National Film Registry :

#### Les franquícies més rendibles de la MGM[calcitació]
- James Bond
- Stargate: Stargate SG-1 (1997-2007), Stargate Atlantis (2004-2009), Stargate Universe (2009-2011).
- El Hobbit (sèrie de films)